# Martin Hewitt
Martin Hewitt (ur. 19 lutego 1958 w San Jose, w stanie Kalifornia) – amerykański aktor filmowy i telewizyjny.

## Życiorys
Po debiucie na szklanym ekranie w operze mydlanej ABC Szpital miejski (General Hospital, 1979) jako Steven Lars Webber, wystąpił po raz pierwszy na kinowym ekranie u boku Brooke Shields, Jamesa Spadera i Iana Zieringa w melodramacie Franco Zeffirelli Niekończąca się miłość (Endless Love, 1981). Jednak jego rola Davida Axelroda była nominowana do Nagrody Młodych Artystów i jednocześnie otrzymała nominację do Złotej Maliny jako najgorszy nowy gwiazdor. Potem pojawił się w melodramacie Zalmana Kinga Spotkanie dwóch księżyców (Two Moon Junction, 1988) z Sherilyn Fenn, Louise Fletcher i Millą Jovovich.
W 1990 roku ożenił się z Kerstin Gneiting. Mają dwoje dzieci: córkę Guineverę (ur. 1993) i syna Caileana (ur. 1995). Zamieszkali razem w Los Osos, w stanie Kalifornia. Martin Hewitt zajął się sprzedażą domowego inspekcyjnego programu komputerowego i sprawdzaniem domów dla nabywców. Pozostał także aktywnym w miejscowym teatrze.

## Filmografia

### Filmy kinowe/wideo
- 2000: Strefa zero (Ground Zero) jako Robert Stevenson
- 1996: Ładunek wewnętrzny (Bombshell) jako Adam
- 1994: Nocny ogień (Night Fire) jako Cal
- 1993: Potajemne igraszki II: Dziewczyna na telefon (Secret Games II (The Escort)) jako Kyle Lake
- 1992: Potajemne igraszki (Secret Games) jako Eric
- 1992: Nocne rytmy (Night Rhythms) jako Nick West
- 1991: Żądza ciała (Carnal Crimes) jako Renny
- 1990: Syndykat zbrodni (Crime Lords) jako Peter Russo
- 1988: Operacja "Paratrooper" (Private War) jako Phil Cooper
- 1988: Białe widmo (White Ghost) jako Waco
- 1988: Spotkanie dwóch księżyców (Two Moon Junction) jako Chad Douglas Fairchild
- 1987: Drapieżca z kosmosu (Alien Predator) jako Michael, kierowca
- 1986: Zabójcze przyjęcie (Killer Party) jako Blake
- 1985: Poza kontrolą (Out of Control) jako Keith Toland
- 1983: Żółtobrody (Yellowbeard) jako Dan, syn Żółtobrodego
- 1981: Niekończąca się miłość (Endless Love) jako David Axelrod

### Filmy TV
- 1994: Poszukiwanie i ratunek (Search and Rescue) jako Neil

### Seriale TV
- 2003: Ostry dyżur (ER) jako oficer Jason Sutter
- 2003: JAG – Wojskowe Biuro Śledcze (JAG)
- 1989: Pokolenia (Generations) jako Alan Trask
- 1989: Detektyw w sutannie (Father Dowling Mysteries) jako John Luciani
- 1986: T.J. Hooker jako Steven Kennedy
- 1983: Drzewo genealogiczne (The Family Tree) jako Sam Benjamin
- 1983: Hotel jako Ray Follard
- 1979: Szpital miejski (General Hospital) jako Steven Lars Webber